# Rangi och Papa
Rangi (eller Raki) och Papa var i Oceaniens mytologi hos Maorifolket på Nya Zeeland det ursprungliga paret. Rangi är en himmelsgud och urfader, medan Papa är en jordgudinna och urmoder ("moder jord")

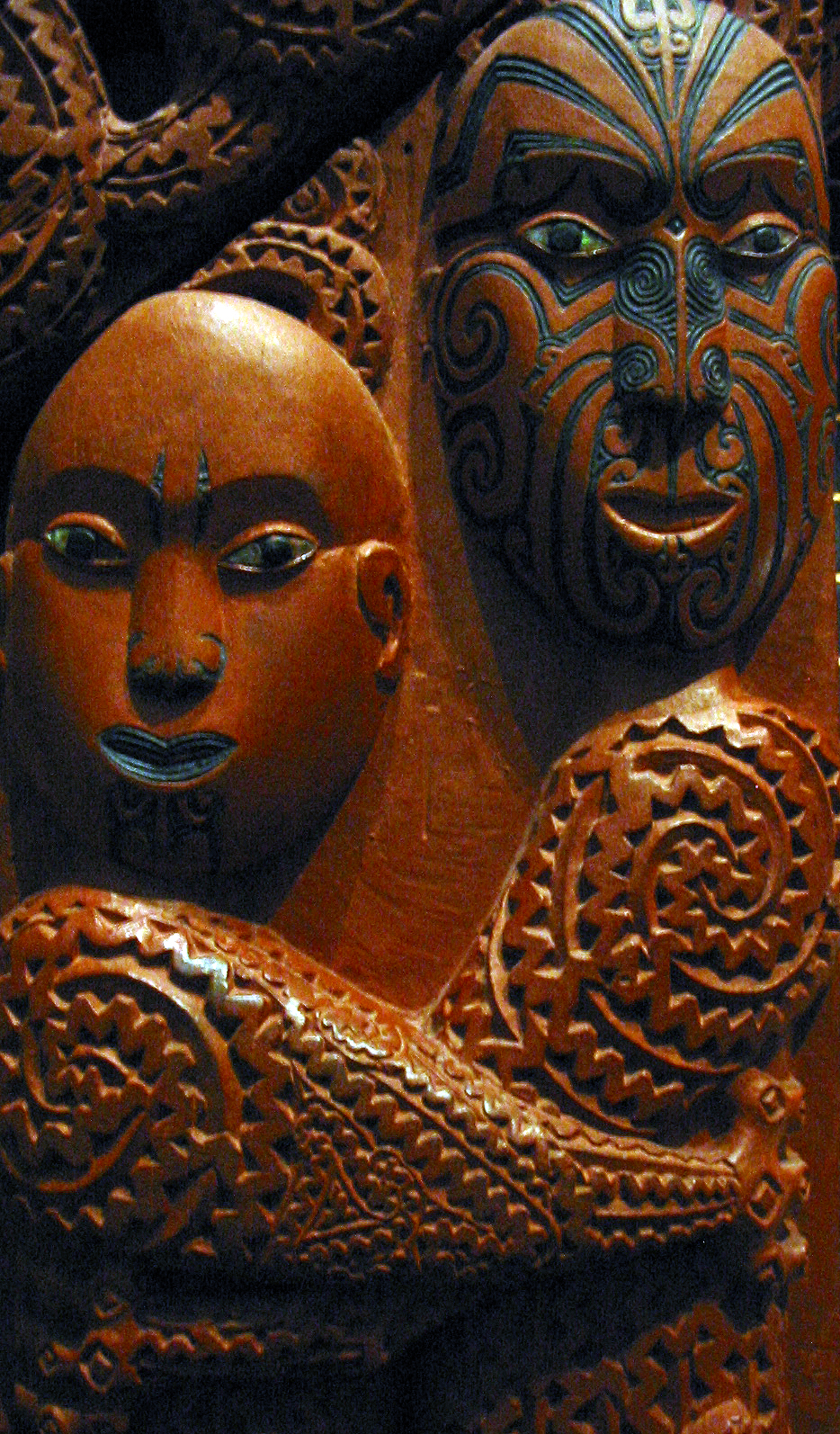
Rangi och Papa.

Rangi födde tillsammans med moder- och jordgudinnan Papa det första gudasläktet. De skildes sedan åt av sin barn vilket framkallade stor sorg hos Rangi. Hans tårar blev regnet som faller på jorden. Papa blev den som ansvarade för sönernas avkomma efter döden.
I vissa delar av Polynesien förekommer en liknande gestalt under namnen Atea och Vatea.